# Финляндская улица
Финляндская улица — улица в Колпинском районе Санкт-Петербурга. Находится на севере Колпина.

## Описание
Улица получила название в честь государства Финляндии.
Длина Финляндской улицы составляет 2 км. 579 м.

## Здания и сооружения
На Финляндской улице находится главное предприятие города — Ижорские заводы;
- д. 4 — дореволюционный особняк 1912 года постройки[3];
- д. 13, к. 4БТ — городская поликлиника № 22;
- д. 22 — автобусный Колпинский парк;

Автобусный парк на Финляндской улице

Ижорские заводы

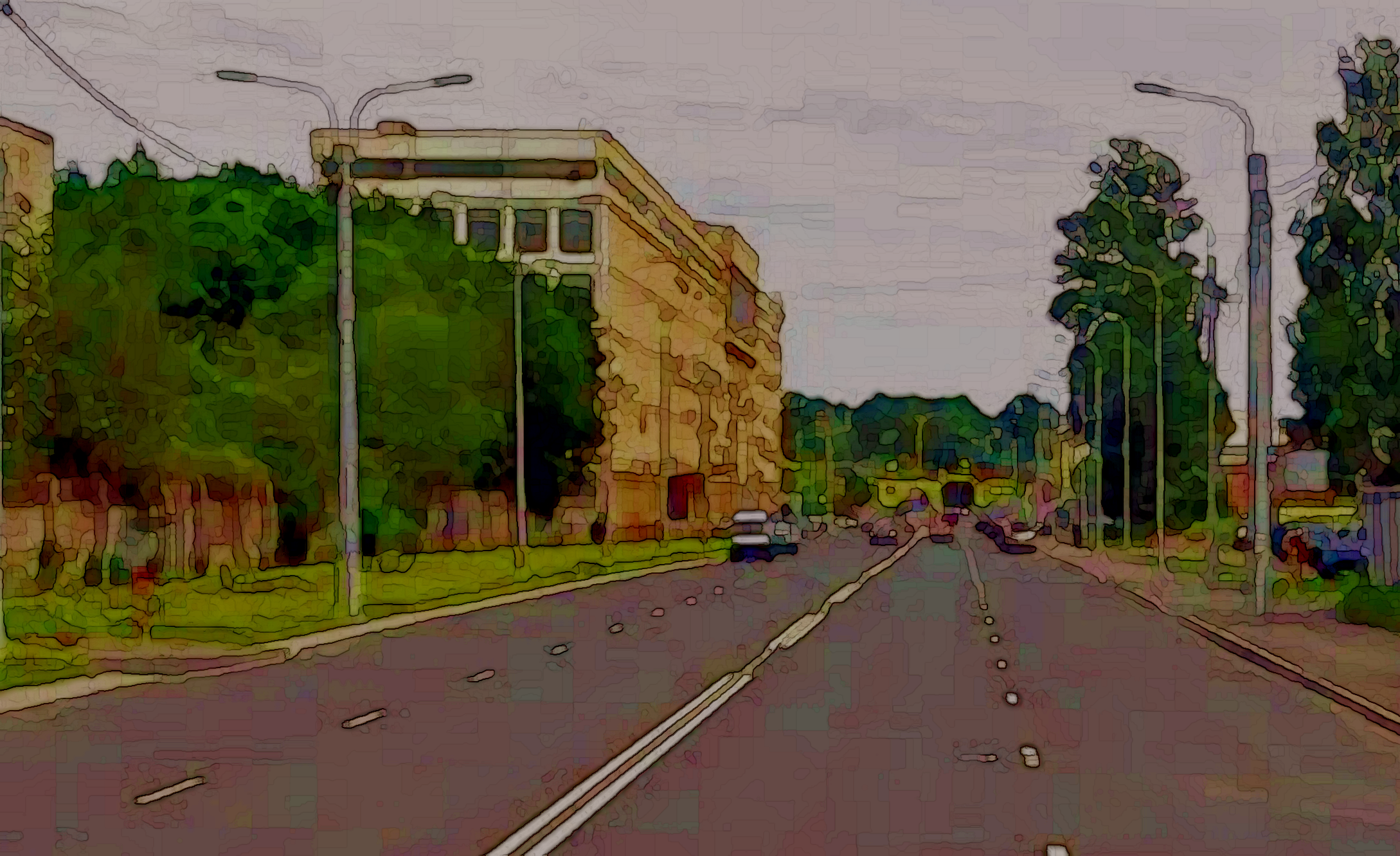
Рисунок «Выезд из города Колпина»(Выезд через Софийскую улицу по Финляндской улице)